# Vooruitgangstraat (Brussel)

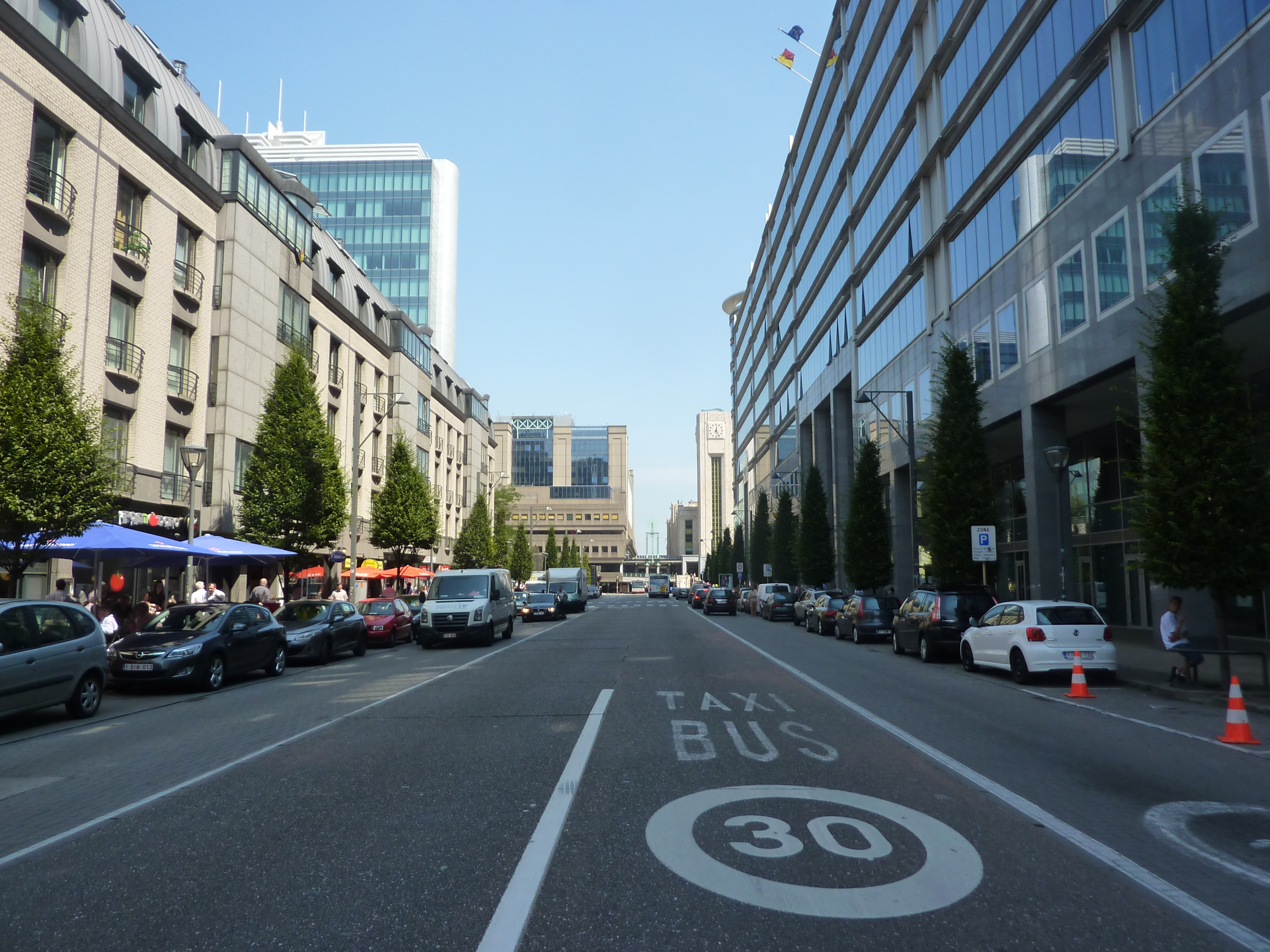

De Vooruitgangstraat (Frans: rue du Progrès) is een straat die door de Brusselse gemeenten Schaarbeek en Sint-Joost-ten-Node loopt. Ze vertrekt aan het Rogierplein in Sint-Joost-ten-Node en eindigt aan de Paleizenstraat in Schaarbeek. Ze passeert onder meer het Noordplein, de Simon Bolivarlaan, de Philippe Thomaslaan en de Koninginnelaan.
De naam verwijst naar de snelle expansie die Schaarbeek doormaakte na de bouw van het Groendreefstation en de aanleg van het Rogierplein rond 1850.
De Vooruitgangstraat ligt op de route van het langeafstandswandelpad GR12 dat loopt van Amsterdam naar Parijs via Brussel. Het parcours verbindt onder meer het Atomium met de Grote Markt.

## Bekende adressen
- in Sint-Joost-ten-Node:
  - nr 50: City Atrium (Federale Overheidsdienst Economie, K.M.O., Middenstand en Energie)
  - nr 55: Boreal Building (BNP Paribas Fortis)
  - nr 56: City Atrium (Federale Overheidsdienst Mobiliteit en Vervoer)

- in Schaarbeek:
  - nr 76: de sculptuur van Paul De Vigne (1843-1901) die er ook woonde (het huis is afgebroken)
  - nr 76: Spoorwegmuseum en Station Brussel-Noord
  - nr 80: CCN-gebouw
  - nr 159: sculptuur van Paul De Vigne die er ook woonde (het huis is afgebroken)
  - nr 224: sculptuur van Léon Mignon (1847-1898) die er ook woonde
  - nr 244: vroegere ateliers en burelen van autoconstructeur Vivinus
  - nr 411: voormalige woning van de landschapsschilder Eugène Plasky (1851-1905)